# 튀니스 메트로

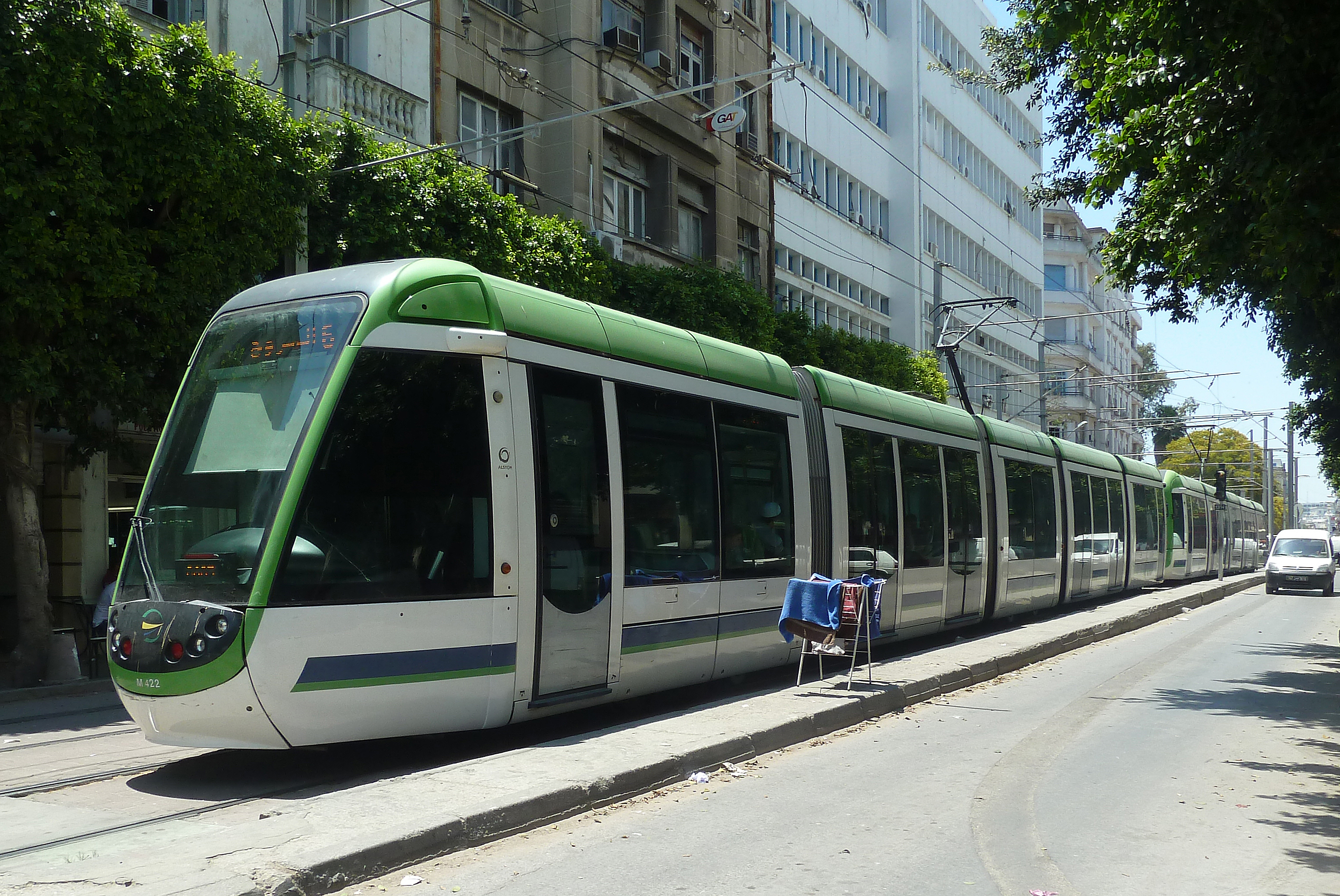
튀니스 메트로

튀니스 메트로(아랍어: المترو الخفيف لمدينة تونس, 영어: Tunis Metro)는 튀니지 튀니스 대도시권을 운행하는 경전철이다. 1985년에 운영을 시작했다.
튀니스 메트로 시스템은 일반적으로 표면에 선로가 있지만 주요 교차로에서는 혼잡을 피하기 위해 지하로 이동한다. TGM 노선 과 함께 준국영 교통 기관인 튀니스 운송 회사에서 관리한다.